# ژیرایر گئورگیان
ژیرایر وُلودیایی گئورگیان (ارمنی: Ժիրայր Վոլոդյայի Գեւորգյան؛ زادهٔ ۱۴ ژانویهٔ ۱۹۵۶) یک سیاستمدار اهل ارمنستان است که از تاریخ ۱۹۹۵ تا تاریخ ۲۰۰۳ سمت نمایندگی دوره‌های اول و دوم مجلس ملی جمهوری ارمنستان را برعهده داشت.

## زندگی‌نامه
در ۱۴ ژانویهٔ ۱۹۵۶ در زارینجا به دنیا آمد.